# Walter Birschel
Walter Birschel (* 10. Oktober 1872 in Erlau bei Nakel; † 19. April 1960 in Einbeck) war ein deutscher Politiker und wurde während der Zwischenkriegszeit als deutscher Minderheitenpolitiker Mitglied des polnischen Sejm der Zweiten Polnischen Republik.

## Leben
Birschel besuchte das Königliche Gymnasium in Nakel und ging anschließend auf landwirtschaftlichen Gütern in der Lausitz in die Lehre. Nach seinem Militärdienst war er seit 1907 Besitzer des väterlichen Gutes. Am Ersten Weltkrieg nahm Birschel als Soldat teil, wobei er mit dem Eisernen Kreuz II. und I. Klasse ausgezeichnet wurde. Seit 1921 wirkte Birschel als Mitglied des Landessynonalvorstandes der Unierten Evangelischen Kirche in Polen und stand der Synode von 1936 bis 1940 als Präses vor. Seit 1928 war Birschel für den Wahlkreis Bromberg Abgeordneter im polnischen Sejm.